# Хармсе, Кевин
Кевин Митчелл Хармсе (англ. Kevin Mitchell Harmse; род. 4 июля 1984[…], Йоханнесбург, Трансвааль) — канадский футболист южноафриканского происхождения, игравший на позиции полузащитника.

## Клубная карьера

### Ранние годы
Родился в Йоханнесбурге, но позже переехал в Ванкувер, где играл за школу Тулис Роман.

### Европа
В 2002 году на драфте был выбран клубом «Ванкувер Уайткэпс», но контракт с клубом не подписал. После тренировок с клубами «Бавария» и «Бенфика» (Лиссабон) Хармсе перешёл в норвежский клуб «Тромсё».
В 2006 году играл за словакский клуб «Нитра».

### МЛС
Хармсе вернулся в Северную Америки и в апреле 2007 года подписал контракт с клубом MLS «Лос-Анджелес Гэлакси». Дебют состоялся 12 апреля того же года в матче против «Далласа». Единственный гол Хармсе за команду из Лос-Анджелеса состоялся 28 апреля против «Чивас США».
В марте 2008 года был продан в «Торонто». Использовался в качестве центрального защитника на протяжении большей части сезона 2008 и часть сезона 2009. Свой первый гол за канадский клуб забил в 6 мая 2009 в матче-открытия Первенства Канады против «Ванкувер Уайткэпс» на стадионе «Бимо Филд».
24 мая 2009 года был продан в «Чивас США», но официальных матчей за клуб не провёл
21 января 2010 года Хармсе был включён в обмен «Чиваса» с «Хьюстон Динамо», но из-за травмы в межсезонье техасский клуб 9 марта того же года отказался от канадца.
25 марта 2011 года официально вернулся в «Ванкувер Уайткэпс», но 10 июня покинул клуб, сыграв три матча в MLS.
13 декабря 2011 года было объявлено, что Хармсе подписал контракт с клубом «Сан-Антонио Скорпионс».

## Карьера за сборную
Хармсе помог молодёжной сборной Канаде добраться до четвертьфинала чемпионата мира 2003 в ОАЭ. Также играл за сборную Канады не старше 23 лет и не смог помочь «красным» выйти на Олимпийские игры 2004 в Афинах.
Дебют за национальную сборную Канады состоялся 25 марта 2007 года в матче против сборной Бермудских Островов. Был включён в состав сборной на Золотые кубки КОНКАКАФ в 2007 и 2009 годах. Всего Хармсе провёл за сборную 9 матчей, 3 из которых были квалификационными на Чемпионат мира.

## Достижения
- Чемпион Первенства Канады: 2009